# Petrovice (Štoky)
Petrovice (německy Petrowitz) jsou vesnice na Vysočině v okrese Havlíčkův Brod, spadají pod městys Štoky. Ke dni 28. února 2007 zde žilo 96 obyvatel. V obci se nachází Kostel Povýšení svatého Kříže.

## Historie
Poprvé byla ves doložena roku 1226, kdy patřila želivskému klášteru. Ke vsi patřily i okolní mlýny a stavení. V okolí obce se pravděpodobně dolovalo stříbro (směrem na Smrčnou). V 15. století přešla obec do vlastnictví střítežského panství. V 16. století pak Trčkové z Lípy prodali střítežské panství i s Petrovicemi Jihlavě. Za třicetileté války obec zpustla a počet obyvatel poklesl na minimum. V letech 1710–1730 (?) byla v obci zbudována barokní kaple Povýšení sv. Kříže. Ta byla později přebudována v klasicistním slohu. Roku 1869 zničil obec požár. Počátkem 20. století žilo v obci 85% Němců. V obci však přesto po roce 1919 existovala česká škola. Němci byli po květnu 1945 vysídleni a obec se pak stala národnostně českou. Po roce 1948 v obci na čas existovalo JZD. V devadesátých letech byla opravena kaplička Povýšení sv. Kříže a roku 1995 bylo historické jádro obce zařazeno mezi vesnické památkové zóny a chráněná místa.

## Obyvatelstvo
Podle sčítání 1921 zde žilo v 55 domech 329 obyvatel, z nichž bylo 161 žen. 108 obyvatel se hlásilo k československé národnosti, 220 k německé. Žilo zde 327 římských katolíků a 1 evangelík.
| Rok            | 1869 | 1880 | 1890 | 1900 | 1910 | 1921 | 1930 | 1950 | 1961 | 1970 | 1980 | 1991 | 2001 | 2011 |
| -------------- | ---- | ---- | ---- | ---- | ---- | ---- | ---- | ---- | ---- | ---- | ---- | ---- | ---- | ---- |
| Počet obyvatel | 301  | 323  | 342  | 322  | 317  | 329  | 296  | 176  | 173  | 175  | 119  | 115  | 113  | 101  |